# Fishia exhilarata
Fishia exhilarata là một loài bướm đêm trong họ Noctuidae.